# Каппа¹ Волка
Каппа¹ Волка (лат. κ¹ Lupi, HD 134481) — двойная звезда в созвездии Волка на расстоянии приблизительно 177 световых лет (около 54,1 парсеков) от Солнца. Видимая звёздная величина звезды — +3,833m. Возраст звезды определён как около 195 млн лет.

## Характеристики
Первый компонент — бело-голубая звезда спектрального класса B9,5Vne или B9. Масса — около 3,499 солнечных, радиус — около 2,995 солнечных, светимость — около 152,76 солнечных. Эффективная температура — около 12530 K.
Второй компонент — коричневый карлик. Масса — около 62,38 юпитерианских. Удалён на 2,271 а.е..